# Tjaernoeiidae
Tjaernoeiidae zijn een familie van weekdieren uit de klasse van de Gastropoda (slakken).

## Taxonomie
Het volgende geslacht is bij de familie ingedeeld:
- Tjaernoeia Warén & Bouchet, 1988[1]